# Clusia cochliformis
Clusia cochliformis är en tvåhjärtbladig växtart som beskrevs av B. Maguire. Clusia cochliformis ingår i släktet Clusia och familjen Clusiaceae. Inga underarter finns listade i Catalogue of Life.